# Fredrik Kasimir Kettler
Fredrik Kasimir Kettler, född 6 juli 1650 i Mitau (idag Jelgava, Lettland), död 22 januari 1698 i Mitau, var regerande hertig av Kurland från 1682 till 1698.

## Biografi
Fredrik Kasimir var son till hertig Jakob Kettler och hans hustru Louise Charlotte av Brandenburg, dotter till kurfurst Georg Vilhelm av Brandenburg.
Han gifte sig 1675 med Sophie Amalie av Nassau-Siegen och 1691 med Elisabeth Sofia av Brandenburg.
Kettler gick i nederländsk tjänst som överste för det kurländska kavalleriregementet och deltog i Fransk-nederländska kriget mot Ludvig XIV:s franska armé. Efter att hans far avlidit 1682 tillträdde han som regerande hertig. Medan Jakob Kettlers epok var en ekonomisk och politisk blomstringsperiod i Kurlands historia, kom Fredrik Kasimirs regering att mer kännetecknas av yttre ståt medan landets maktposition försummades. Han höll sig med ett omfattande hov, vilket bland annat finansierades genom att den kurländska kolonin Tobago såldes till brittiska kolonisatörer. 
Fredrik Kasimir avled 1698, kort före utbrottet av det stora nordiska kriget, och efterlämnade den omyndige sonen Fredrik Vilhelm som regent. Framöver kom hertigdömet Kurland att bli prisgivet åt de omgivande stormakternas maktspel och anspråk.

## Familj
Fredrik Kasimir gifte sig första gången med Sophie Amalie av Nassau-Siegen (1650–1688), dotter till greve Henrik av Nassau-Siegen. I första äktenskapet föddes:
- Fredrik (1682–1683)
- Maria Dorothea av Kurland (1684–1743), gift 1703 med markgreve Albrekt Fredrik av Brandenburg-Schwedt
- Eleonore Charlotte av Kurland (1686–1748), gift 1714 med hertig Ernst Ferdinand av Braunschweig-Wolfenbüttel-Bevern
- Amalie Luise av Kurland (1687–1750), gift 1708 med furst Fredrik Vihelm I Adolf av Nassau-Siegen
- Christina Sophia (1688–1694)

I andra äktenskapet gifte han sig 1691 med Elisabeth Sofia av Brandenburg (1674–1748), dotter till den "store kurfursten" Fredrik Vilhelm av Brandenburg. I detta äktenskap föddes:
- Fredrik Wilhelm Kettler (1692–1711), hertig av Kurland
- Leopold Karl (1693–1697)